# MTL Maxfilm
MTL Maxfilm – polski niezależny producent filmowy.
Istniejąca od 1992 roku firma tworzy filmy fabularne i seriale telewizyjne. Produkcje MTL Maxfilm pojawiają się na antenach największych polskich stacji telewizyjnych TVP, Polsatu oraz TVN, a także w niemieckiej ARD.

## Produkcje telewizyjne i kinowe MTL Maxfilm
- Aby do świtu... (1992) – serial telewizyjny
- Łowca. Ostatnie starcie (1993) – film fabularny
- Panna z mokrą głową (1994) – serial telewizyjny
- Tajemnica Sagali (1996) – serial telewizyjny
- Sposób na Alcybiadesa (2004) – serial telewizyjny
- Gwiezdny pirat (1998) – serial telewizyjny
- Spona (1998) – film fabularny
- Gwiazdka w Złotopolicach (1999) – film fabularny
- M jak miłość (od 2000) – serial telewizyjny
- Słoneczna włócznia (2000) – serial telewizyjny
- Zakochani (2000) – film fabularny
- Zróbmy sobie wnuka (2003) – film fabularny
- Kryminalni (2004–2008) – serial telewizyjny
- Nigdy w życiu! (2004) – film fabularny
- Kryminalni. Misja śląska (2006) – film telewizyjny
- Tylko mnie kochaj (2006) – film fabularny
- Dlaczego nie! (2007) – film fabularny
- Nie kłam, kochanie (2008) – film fabularny
- Agentki (2008) – serial telewizyjny
- Och, Karol 2 (2011) – film fabularny
- Wkręceni (2014) – film fabularny
- Wkręceni 2 (2015) – film fabularny
- 7 rzeczy, których nie wiecie o facetach (2016) – film fabularny
- Miszmasz, czyli kogel-mogel 3 (2019) – film fabularny
- Koniec świata, czyli kogel-mogel 4 (2022) – film fabularny
- 8 rzeczy, których nie wiecie o facetach (2022) – film fabularny
- Uwierz w Mikołaja (2022) – film fabularny
- Baby boom, czyli kogel-mogel 5 (2024) – film fabularny
- Będziemy mieszkać razem (2024) – serial telewizyjny